# Houlbec-Cocherel
Houlbec-Cocherel é uma comuna francesa na região administrativa da Normandia, no departamento de Eure. Estende-se por uma área de 11,62 km². Em 2010 a comuna tinha 1 348 habitantes (densidade: 116 hab./km²).